# كوهياي إينوايه
كوهياي إينوايه (باليابانية: 井上 公平) (5 أكتوبر 1978 في أوساكا في اليابان – )؛ هو لاعب كرة قدم ياباني سابق كان يلعب كمدافع.

## وصلات خارجية
- كوهياي إينوايه على موقع رابطة كرة القدم اليابانية للمحترفين (اليابانية)
- كوهياي إينوايه على موقع عالم كرة القدم.نت (الإنجليزية)